# Tadeusz Rittner
Tadeusz Rittner, pseudonym Tomasz Czaszka (31. května 1873 Lvov, Rakousko-Uhersko – 19. dubna 1921 Bad Gastein) byl polský úředník, spisovatel, dramatik a divadelní kritik píšící německy a polsky.

## Životopis
Narodil se v německo-polské rodině Edwarda Rittnera a Heleny rozené Tarnawska (1852–1921). Jeho otec byl profesorem církevního práva, rektorem univerzity ve Lvově, členem Národní školní rady a ministrem školství ve Vídni. Tadeusz měl bratra Eduarda (1882–1936) a sestru Lenarowskou.
Ve dvanácti letech se rodina přestěhovala do Vídně, kde Tadeusz navštěvoval Tereziánské gymnázium. První literární pokusy učinil již v raném dětství jako devítiletý. Po absolvování gymnázia studoval práva na Vídeňské univerzitě a v roce 1897 získal titul doktor práv. V témže roce nastoupil jako koncipient na místodržitelství v Brně. V letech 1898–1918 zastával různé funkce na ministerstvu kultury a školství. Od roku 1916 byl zodpovědný za podporu základního školství v Haliči a za oddělení pro podporu výtvarného umění. V letech 1912, 1917 a 1918 se ucházel o místo ředitele divadla Hofburgtheater, kde měly premiéru některé jeho hry, ale neuspěl. Podle Lehmannova Lehmann's Allgemeiner Wohnungs-Anzeiger bydlel Rittner v letech 1907–1920 na adrese Neulinggasse 26.
Kromě Polska a Rakouska cestoval Rittner od svých studentských let i po zbytku Evropy, zejména do Francie a Itálie. Hovořil francouzsky. Během první světové války zůstal ve Vídni, nevstoupil do armády a zajímal se více o polské než rakouské zájmy.
V sezóně 1915–1916 řídil Rittner polské divadlo ve Vídni. Se souborem hrál své vlastní hry i hry jiných polských autorů. Vedle dalších společenských závazků navštěvoval salon spisovatelky a novinářky Berty Zuckerkandlové.
V roce 1918 odešel do důchodu a v roce 1919 přijal polské občanství. Poté pracoval jako spisovatel na volné noze, pokoušel se získat srovnatelné místo státního úředníka ve Varšavě, ale marně.
Rittner byl ženatý s malířkou Zofií Szweykowskou, žákyní Albína Eggera-Lienze. Manželé neměli žádné děti.
Zemřel v Bad Gasteinu v roce 1921, ve stejném roce jako jeho matka Helena Tarnawská, po těžkém horečnatém onemocnění. Bylo mu pouhých 52 let a byl pohřben na hřbitově Badbruck v Bad Gasteinu. 18. listopadu téhož roku se konalo v Burgtheateru představení jeho hry Die Tragödie des Eumenes , které sloužilo jako vzpomínková slavnost a sbírka na pohřební pomník ve Vídni.

### Literární činnost
V roce 1894, ještě jako student, publikoval Rittner svou první novelu Lulu v krakovských novinách Csas. Byl činný především jako autor divadelních her a fejetonů. Psal polsky a německy jako jeho krajan Stanislav Przybyszewski. Na počátku své kariéry psal své texty v polštině a sám je překládal do němčiny. Později je psal německy.
Jako publicista polských fejetonů Rittner někdy používal pseudonym Tomasz Czaszka a díky těmto příspěvkům v německých a polských novinách se literatura stala Rittnerovou vedlejší činností na počátku jeho úřednické kariéry. V červnu 1902 měla v Lvově premiéru polská verze hry Die Nachbarin oder Die von nebenan. Na začátku roku 1903 mu byla udělena Sienkiewiczova cena v hodnotě 400 rublů za nejlepší polské drama. Předložil drama s názvem Die Maschine, které mělo premiéru 16. března 1904 v polském divadle ve Varšavě. Od poloviny roku 1903 pracoval pro Wiener Zeitung.
Dne 14. listopadu 1904 mělo ve Vídni premiéru jeho první německé drama, jednoaktovka Die von nebenan. Dílo bylo uvedeno spolu s premiérou dalších dvou jednoaktovek v rámci představení "Intimen Theaters" v Jantsch-Theater. Jeho polská dramata byla přijata s relativním úspěchem, i když byla kritikou hodnocena negativně. Před svými úspěchy v Burgtheateru pracoval Rittner především na hrách pro vídeňský Volkstheater, kde byla v roce 1906 přijata k uvedení hra "Das kleine Heim", která měla premiéru 23. května 1908. Po poměrně úspěšné sezóně byla na podzim 1908 přijata do Volkstheatru i jeho hra "Unterwegs", která měla premiéru v Johann Strauss-Theater ve Vídni. Dne 10. ledna 1909 měla v Johann Strauss-Theater ve Vídni premiéru jednoaktovka Besuch in der Dämmerung v režii Josefa Kainze. 10. října 1912 měla v Burgtheateru premiéru hra Das Stück Sommer, která byla první hrou, kterou režíroval Hugo Thimig.
Přestože byl Rittner za svého života jedním z nejhranějších rakouských dramatiků, jeho hry jsou v Rakousku z velké části zapomenuty. Jeho nejpopulárnější hrou byla komedie Wölfe in der Nacht, v níž Rittner řešil dvojí metr v právním systému. V Polsku došlo k nárůstu uvádění a vydávání jeho her v 60. letech 20. století.
Od března 1910 do července 1912 vycházely Rittnerovy texty v časopise Der Sturm. Vyšla zde například novela Vegetation sowie Essays und Rezensionen. K románové formě se obrátil až po první světové válce. Zde zařazoval především autobiografické prvky.
Rittnerův stylistický vliv vycházel jednak z hnutí Młoda Polska[nepřesný odkaz], do které patřili mj.: Włodzimierz Perzyński, Stefan Krzywoszewski, Józef Katerla, Jadwiga Marcinowska (1877–1943), jednak z jeho obdivu k dramatikům, jako byli Hamsun, Hauptmann, Ibsen a Schnitzler. Ovlivnily ho také osobní kontakty s autory Mladé Vídně. Rittnera pojilo přátelství s Peterem Altenbergem. K myšlenkám některých jeho představitelů byl však kritický, literárnímu vývoji ve Vídni a Berlíně se věnoval i v některých polských fejetonech. Zejména často zmiňoval Hermanna Bahra, přičemž Bahrovu roli mluvčího vídeňského modernismu kritizoval. Zatímco o Arthuru Schnitzlerovi se Rittner vyjadřoval příznivě a obdivoval jeho styl, Schnitzlerův deník naznačuje, že on jeho dramata neocenil. O Karlu Krausovi Rittner řekl, že je jedním z "mála ryzích umělců naší doby".
Jeho romány, které vyšly v letech 1918–1921 v němčině, přeložila do polštiny jeho manželka Zofia a posmrtně vyšly v Polsku. Literární činnost Tadeusze Rittnera vynikala především svou dvojjazyčností a zvláštním postavením mezi oběma jazyky.
Kromě známých děl se dochovaly fragmenty románů a divadelních her, některá díla možná zničil sám autor. 21 divadelních her se dochovalo, šest z nich nebylo za Rittnerova života nikdy uvedeno. Jeho pozůstalost spravuje Polská akademie věd ve Varšavě.

### Ocenění a vyznamenání
Řád železné koruny III. třídy (1918). Dne 28. září 1960 pojmenovala vídeňská městská rada po Tadeuszi Rittnerovi ulici Rittnergasse ve 22. obvodu. Na domě, kde v Bad Gasteinu zemřel, byla umístěna pamětní deska s daty jeho života.

## Dílo

### V polštině

#### Dramata
- Sąsiadka (1902)
- Maszyna (1903)
- W małym domku (1904)
- Czerwony bukiet (1905)
- Głupi Jakub (1910)
- Lato (1913)
- Człowiek z budki suflera (1914)
- Don Juan (1914)
- Wilki w nocy (1916)
- Ogród młodości (1920)
- Tragedia Eumenesa (1920)
- Wrogowie bogaczy (1921)

#### Romány a novely
- Przebudzenie (1905)
- Nowele (1907)
- W obcem mieście (1912)
- Powrót (1915)
- Duchy w mieście (1921)
- Między nocą a brzaskiem (1921)
- Drzwi zamknięte (1922)
- Most (1923)

#### Filmografie
- 1921 – Za winy brata (scenariusz)

### V němčině

#### Dramata
- Die Nachbarin, Drama in 1 Akt. Rittners Erstlingsdrama. Uraufführung in Lemberg im Juni 1902. Publiziert als Die von nebenan. Deutsch-Österreichischer Verlag. Wien 1913
- Die Maschine, Drama, Uraufführung am 16. März 1904 am polnischen Theater in Warschau, 1903, es wurde mit dem Henryk-Sienkiewicz-Preis als bestes polnisches Drama ausgezeichnet
- Das kleine Heim. Uraufführung am 23. Mai 1908 am Deutschen Volkstheater in Wien. Drama in 3 Akten. Cotta´sche Buchhandlung. Stuttgart Berlin 1908
- Besuch in der Dämmerung. Einakter. Uraufführung bei einer Novitätenmatinee des Journalisten- und Schriftstellervereins „Concordia“ im Johann-Strauß-Theater in Wien unter der Regie von Josef Kainz am 10. Januar 1909. Publiziert in „Vier Einakter“ beim Deutsch-Österreichischen Verlag. Wien 1920
- Unterwegs. Ein Don Juan-Drama in 3 Akten. Uraufführung am 13. März 1909 am Deutschen Volkstheater,Egon Fleischel & Co., Berlin, 1909
- Der dumme Jakob. Komödie in 3 Akten. E. Fleischel. Berlin 1910
- Sommer. Komödie. Deutsch-Österreichischer Verlag. Wien 1912
- Der Mann im Souffleurkasten. Komödie in vier Akten. Deutsch-Österreichischer Verlag. Wien 1912
- Kinder der Erde. Schauspiel in 3 Akten und 1 Zwischenspiel. Deutsch-Österreichischer Verlag. Wien 1914
- Wölfe in der Nacht. Komödie in drei Akten. Deutsch-Österreichischer Verlag. Wien Leipzig 1914. Reprint 2018
- Garten der Jugend. Komödie. Deutsch-Österreichischer Verlag. Wien Leipzig 1917. Reprint 2018
- Die Tragödie des Eumenes. Komödie in 4 Akten. Deutsch-Österreichischer Verlag. Wien 1920
- Alles muss seine Wege gehen. Einakter. Deutsch-Österreichischer Verlag. Wien 1921
- Gusti. Einakter. Deutsch-Österreichischer Verlag. Wien 1921
- Die Feinde der Reichen. Schauspiel in acht Bildern. Donauverlag. Leipzig Wien 1921. (Dramatisierung des Romans Die andere Welt)

#### Romány
- Die Brücke. Roman. Ullstein. Berlin 1920
- Geister in der Stadt. Rikola Verlag. Wien 1921
- Das Zimmer des Wartens. Roman. Berglandverlag. Wien 1969; Reprint 2018
- Die andere Welt. Roman. Donau Verlag. Leipzig. Wien

#### Novely
- Lulu, 1894
- Drei Frühlingstage. 1900
- Ich kenne Sie. veröffentlicht in der „Sonntagszeit“ vom 29. November 1908
- Saison, 1907, veröffentlicht in Österreichische Rundschau
- Dora. In: Lulu, Dora. Novellen. Gemma. Wien 1922

### V češtině
- Otec – úvod František Sekanina; přeložil Jaroslav Dohnal; in: 1000 nejkrásnějších novel... č. 60. Praha: J. R. Vilímek, 1914
- V malém domku: hra o třech dějstvích př. Jarka Nevole. Praha: Máj[nepřesný odkaz], 1920